# Phascolion hibridum
Phascolion hibridum är en stjärnmaskart som beskrevs av Murina 1981. Phascolion hibridum ingår i släktet Phascolion och familjen Phascoliidae. Inga underarter finns listade i Catalogue of Life.